# Eublemma amydrosana
Eublemma amydrosana är en fjärilsart som beskrevs av Hans Rebel 1948. Eublemma amydrosana ingår i släktet Eublemma och familjen nattflyn. Inga underarter finns listade i Catalogue of Life.